# Dobrodružství z celého světa
Edice Dobrodružství z celého světa z nakladatelství Návrat byla první edicí s knihami Karla Maye v tomto nakladatelství.  Významné bylo vydání českému čtenáři dosud neznámých děl Karla Maye, zejména kolportážních románů a povídek.

## Třemi díly světa(1993)
1. Derviš
2. Královna pouště
3. Růže pralesa
4. Údolí smrti
5. Lovec sobolů

## Vinnetou(1993)
1. Indiánské léto
2. Rudý gentleman
3. Na válečné stezce
4. Do věčných lovišť
5. Vinnetouův odkaz

## Tajemství starého rodu(1994)
1. Rosita de Rodriganda
2. Černý oheň Cortejů
3. V osidlech tajemných intrik
4. Klikaté stezky vášní
5. Pouta víry a beznaděje
6. Žhavé slunce Mexika - 1. část
7. Žhavé slunce Mexika - 2. část
8. Zákon bohyně Nemesis

## Ztracený syn(1995 - 1999)
1. Muž mnoha tváří
2. Oběť zhýralce
3. Odvážná loupež
4. Láska a přátelství
5. Úklady dobra a zla
6. Do nitra lidské duše
7. Konec padlých andělů
8. Střet bez předsudků
9. Stržené masky zločinu
10. Kola božích mlýnů
11. Ze tmy do světla
12. Škrcení hadí hlavy
13. Odměna podle práva
14. Osudové křižovatky
15. Všem vyšlo slunce

## JEDNOSVAZKOVÉ KNIHY A SBÍRKY POVÍDEK
V těchto sbírkách povídek jsou různé povídky Karla Maye, patřící třeba do krušnohorských  vesnických povídek. Různé povídky v těchto svazcích mohou patřit v jiném vydání do jiných sbírek, v každém nakladatelství také mohly vyjít rozdílné povídky, i když mají svazky společný název.                                             
- Smrtící prach  -  Muž ze Staked Plains, Černé oko, Zpívající voda, Hamail, Fi-fob, bůžek, Gitano, Na březích Dviny, Old Shatterhandova první láska, Nepravé excelence, Kouzelný koberec, "Přehlídka mrtvých" (1993)
- V dračí propasti (1995)
- Černý myslivec - + povídka Boží Duch(1995)
- Dukátový dvůr + povídka Pěněžný mužík (1995)
- Samuel - + povídky Sluníčko, Dětské zvolání, Travič (1997)
- Růže z Ernstthalu - + Hraničář, Poustevník, Mlynář s pakostnicí, Císařský sedlák(1997)
- Vanda - + Masopustní bláznění (1998)
- Ve stínu palem - toto konkrétní vydání obsahuje povídky: Gum, Ghazva, Es Sábí(1998)
- Kristus nebo Mohamed + Křivák/Krumir (1998)
- Leopold von Dessau - povídky s touto postavou, a to: Zloděj švestek, Tři polní maršálové, Mezi verbíři (1999)
- Válečná pokladna - + Husarské kousky, Brusič nůžek (2000)
- Quimbo (2000)
- Baron Trenck -  Kníže a flašinetář, Kníže maršálek pekařem, Obchodník s kosy, Pandur a grenadýr. (2000)
- Pomsta otroků - + Ibn el amm, Pomsta otroků, Jízda na pštrosu, Poprvé na palubě, Požár prérie, Hadí muž, Lov tuleňů, Přestávka k napití, Pohřbená lžíce, Stůl štamgastů z Ernstthalu, Vlněný čert, Dva noční hlídači, Začarovaná koza, Dědicové proti své vůli, Pankrác dohazovač a Jak bylo městskému radnímu Epperlinovi pomoženo z nesnází. (2002)